# 利加德
利加德（法語：Ligardes，法語發音：[liɡaʁd]）是法国热尔省的一个市镇，属于孔东区。

## 地理
利加德（44°2'26"N, 0°28'57"E）面积11.3 平方千米，位于法国奧克西塔尼大區热尔省，该省份为法国西南部内陆省份，北起顺时针与洛特-加龙省、塔恩-加龙省、上加龙省、上比利牛斯省、大西洋比利牛斯省和朗德省接壤。
与利加德接壤的市镇（或旧市镇、城区）包括：弗朗塞斯卡、拉蒙茹瓦、蒙克拉博、农迪约、加佐普伊、普伊罗克洛尔。

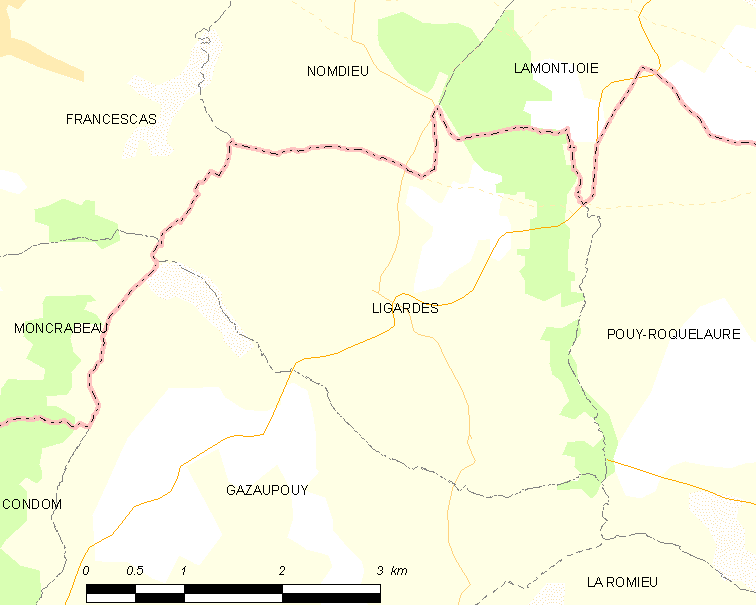
利加德的OSM定位图

利加德的时区为UTC+01:00、UTC+02:00（夏令时）。

## 行政
利加德的邮政编码为32480，INSEE市镇编码为32212。

## 政治
利加德所属的省级选区为莱克图尔-洛马涅县。

## 人口

1962-2008年间利加德人口变化图示

利加德于2022年1月1日时的人口数量为206人。